# 聯合國環境署臭氧行動
聯合國環境署臭氧行動（英語：OzonAction）是聯合國環境署技術、工業和經濟部門轄下的一個項目，其總部位於法國巴黎。臭氧行動自1991年創立至今，在聯合國環境署的多個區域辦事處均有職員駐守，包括位於泰國曼谷、肯亞奈洛比、巴拿馬巴拿馬城及巴林麥納瑪。
臭氧行動主要協助發展中國家及經濟轉型國家實現並維持《蒙特婁破壞臭氧層物質管制議定書》中的原則，並就替代技術的使用及臭氧層保護的相關政策制定作出決定。臭氧行動自創立至今已經推動約1000項計劃及服務，惠及超過100個發展中國家；另外亦分別向17個經濟轉型國家及40個其他國家提供協助及進一步的服務。
臭氧行動也與聯合國工業發展組織、聯合國開發計劃署及世界銀行等多個相關國際機構共同建立了執行蒙特婁議定書多邊基金，旨在為協助每年人均消耗及排放破壞臭氧層物質數量低於0.3公斤的發展中國家遵守《蒙特婁議定書》所訂定的措施。

## 外部連結
- 官方网站